# IC 1123
IC 1123 је појединачна звијезда у сазвјежђу Волар која се налази на листи објеката дубоког неба у Индекс каталогу.
Деклинација објекта је + 42° 53' 54" а ректасцензија 15h 28m 54,1s.